# Adonisea macroptica
Adonisea macroptica là một loài bướm đêm trong họ Noctuidae.